# Bartolomé Spottorno y de María
Bartolomé Spottorno y de María (Cartagena, 7 de julio de 1814–ibidem, 12 de mayo de 1882) fue un empresario y político español que, durante el siglo XIX, ocupó el cargo de alcalde de Cartagena en tres ocasiones y fundó una de las dinastías más importantes de la burguesía cartagenera.

## Biografía
Bartolomé Spottorno nació en Cartagena, en 1814. A lo largo de su vida, estuvo involucrado en la administración pública y el desarrollo económico y social de la ciudad. Se desempeñó como alcalde de Cartagena en tres períodos distintos: 1855, 1869 y 1881. Además, ejerció como cónsul de Italia en Cartagena. En 1842, obtuvo el cargo de vicecónsul en Cartagena de diversas naciones, incluyendo Países Bajos, Portugal, Suecia y Noruega. Posteriormente, el 13 de abril de 1849, asumió el consulado de Prusia, y más adelante fue agente consular de Dinamarca (1853) y de Grecia (1868).

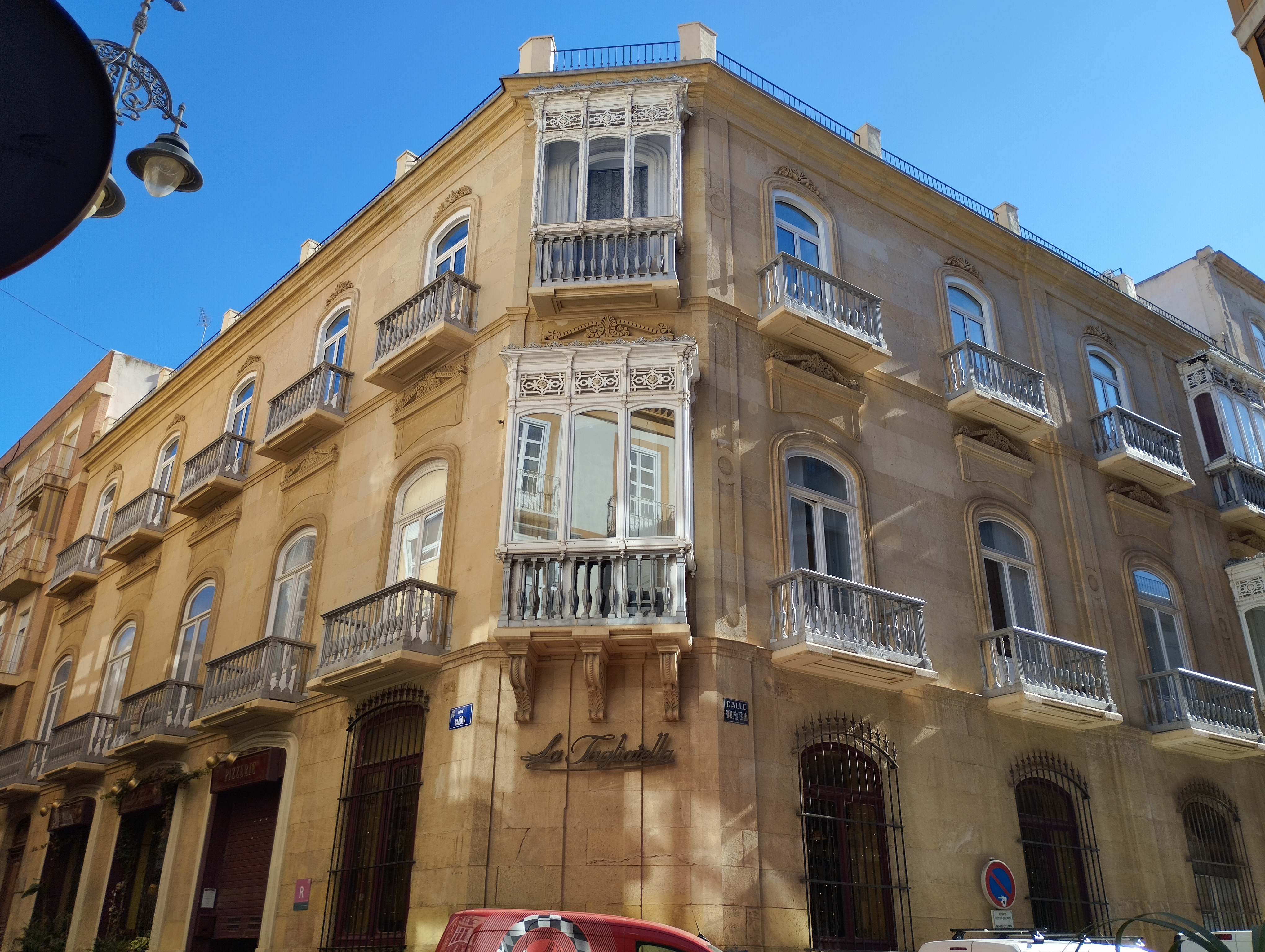
La Casa Spottorno.

### Trayectoria política y social
Como alcalde, Spottorno impulsó mejoras en la infraestructura urbana y apoyó iniciativas económicas y sociales en la región. Además, fue hermano mayor de la Cofradía california en 1849. También fue director de la Sociedad Económica de Amigos del País en 1868 y de la Casa de Misericordia desde 1875.
Sus ingresos se vieron incrementados con inversiones en minería y la adquisición de bienes desamortizados de la Iglesia. También tuvo participación en el sector financiero y en el ferrocarril de Albacete a Cartagena, además de incursionar en la construcción. En 1861 ya figuraba en la lista de los mayores contribuyentes de Cartagena. Su integración en la vida social tampoco se descuidó en ningún momento. En 1847 entró como hermano de la Cofradía de los Cuatro Santos y al año siguiente ingresó como vocal en diversas entidades, como la Junta del Hospital de Caridad, la Casa de Misericordia y la Junta de Comercio, de la que llegó a ser presidente. En 1849 se le nombró hermano mayor de la Cofradía California. En ese mismo año, el Casino lo hizo socio permanente por ser uno de los más veteranos de la institución, ya que se dio de alta en 1836.

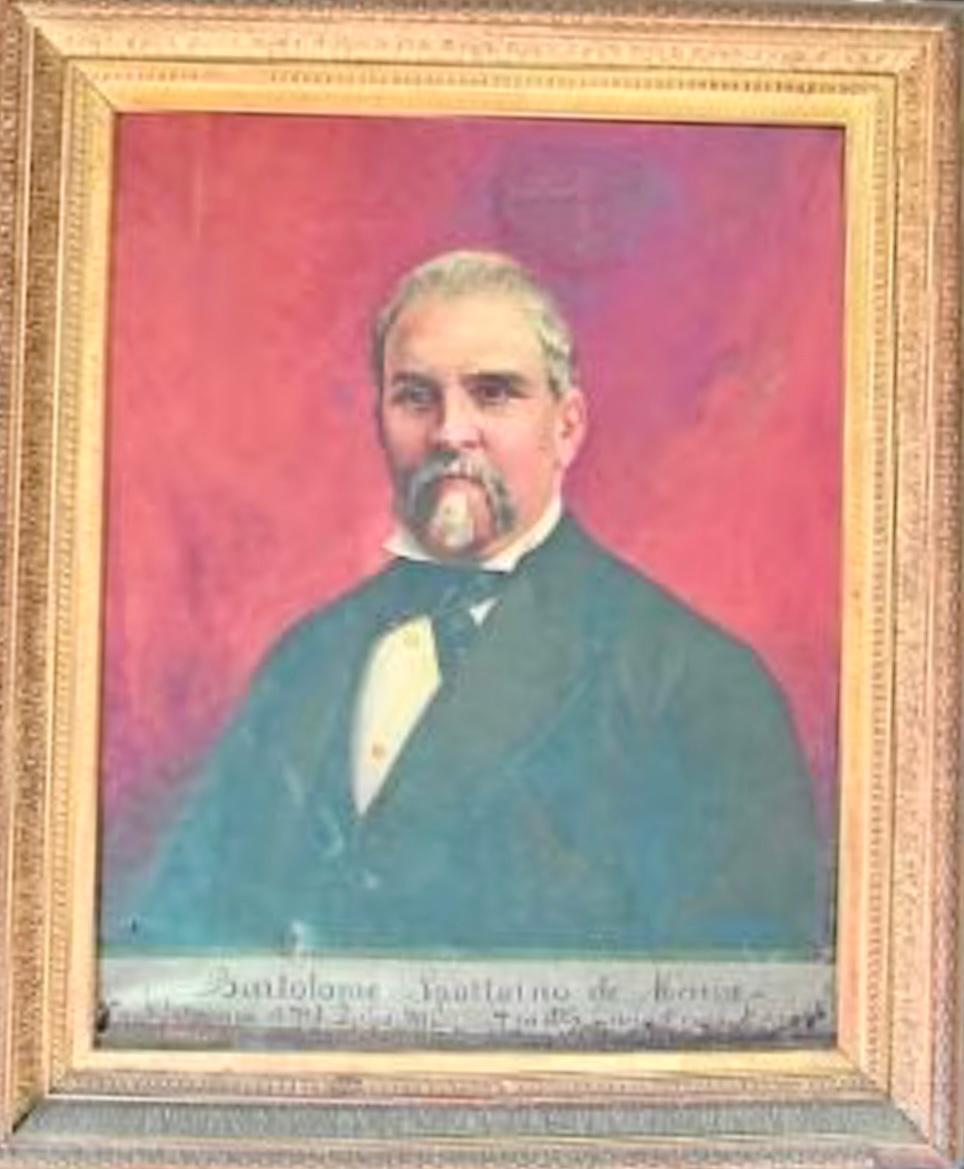
El retrato de Spottorno por Manuel Ussel de Guimbarda.

## Legado
Su retrato, realizado por el pintor Manuel Ussel de Guimbarda, forma parte de la Pinacoteca Municipal de Cartagena. Además, el Ayuntamiento de Cartagena acordó, en sesión de la comisión municipal permanente de 24 de mayo de 1967, dar el nombre de «Alcalde Bartolomé Spottorno» a una calle en la barriada Virgen de la Caridad.

### Casa Spottorno
La Casa Bartolomé Spottorno fue construida en 1861 bajo los planos del arquitecto Carlos Mancha, y es uno de los edificios supervivientes a la rebelión cantonal (1873-1874), que dejó la ciudad devastada. Según las crónicas, tan solo 27 edificios quedaron intactos, mientras que más de 1500 sufrieron daños y casi 400 fueron completamente destruidos.
Hay múltiples relatos sobre su pasado, entre ellos, la visita del escritor Hans Christian Andersen, quien mencionó su paso por la ciudad en su libro Viaje por España.

### Familia
Bartolomé Spottorno contrajo matrimonio con María Encarnación Bienert y Runggaldier. Juntos tuvieron varios hijos, quienes continuaron con su legado en la burguesía cartagenera. Sus descendientes estuvieron involucrados en el comercio, la política y la gestión de propiedades familiares, consolidando la presencia de la familia Spottorno en la sociedad cartagenera durante generaciones. Entre sus nietos destaca Rosa Spottorno y Topete, quien contrajo matrimonio con el filósofo José Ortega y Gasset.